# Mavi Doñate
María Victoria Doñate Herranz (Saragossa, 1971) és una periodista espanyola corresponsal de Ràdio Televisió Espanyola (RTVE) a Àsia-Pacífic. Per la seva cobertura sobre la epidèmia del coronavirus des de la Xina, al març de 2020 es va anunciar que rebrà el Premi de Periodisme Digital “José Manuel Porquet”.

## Trajectòria
Doñate es va llicenciar en Periodisme per la Universitat de Navarra en 1994. La seva carrera professional la va començar en l'agència de notícies Agencia EFE i, posteriorment, va treballar com a redactora del periòdic Heraldo de Aragón, així com per les emissores de ràdio Onda Cero i Radio Nacional de España. En 1997, va formar part de l'equip fundador del canal de televisió 24 Horas de Televisió Espanyola (TVE).
Un parell d'anys després, en 1999, Doñate es va incorporar al Telenotícies, l'espai informatiu de TVE, on va cobrir informació d'Interior i Tribunals, Política, i periodisme de Recerca. Des de 2008, va ser reportera de la secció de Societat, on es va encarregar de l'àrea de Recerca i Successos. A l'abril de 2014, va ser nomenada subdirectora de l'àrea de Societat.
Doñate ha estat enviada especial a cims de política de Seguretat i Immigració de la Unió Europea, així com a l'elecció del Papa Francesc el 2013. També va cobrir en 2007 el terratrèmol del Perú, en 2011 el terratrèmol de Lorca i, a l'abril de 2015, el terratrèmol del Nepal.
A part de la seva labor periodística, Doñate és professora de Periodisme a la Universitat Autònoma de Barcelona (UAB) i a la Universitat de Montevideo, i imparteix seminaris a l'Institut de Ràdio Televisió Espanyola.

## Reconeixements
Al maig de 2019, el Club Internacional de Premsa, que agrupa associacions de corresponsals estrangers i a periodistes espanyols de trajectòria internacional, va reconèixer Doñate com a millor periodista espanyola en l'exterior. Li van lliurar aquest premi per la seva "mirada neta a la transformació del gegant asiàtic, acostant de manera transparent i didàctica els seus canvis i la seva importància estratègica a l'audiència espanyola de manera clara i visualment cuidada en les seves cròniques i reportatges".
A l'any següent, al març de 2020, Doñate al costat de Lorenzo Milá i Fernando Garea van ser proclamats candidats al XVI Premi José Couso de Llibertat de Premsa, que atorguen el Col·legi Professional de Periodistes de Galícia i el Club de Premsa de Ferrol. Aquest mateix mes, el Congrés de Periodisme Digital d'Osca va anunciar que Doñate seria guardonada amb el Premi de Periodisme Digital “José Manuel Porquet”.
A l'octubre de 2020 va ser guardonada amb el premi a la millor presentadora en la 67 edició del premi Ondas, per la seva labor com a corresponsal del TVE a la zona d'Àsia-Pacífic.